# 別件逮捕
別件逮捕（べっけんたいほ）とは、本件取調べ目的のために逮捕の要件を満たす本件より軽微な事件で被疑者を逮捕すること。同様の目的・手法で勾留する場合は別件勾留と呼ぶ。また、捜索・差押えがなされる場合は別件捜索（別件差押え）と呼ばれる。しばしば自白の証拠能力の有効性が問題となる。

## 解説
刑事事件において被疑者の身柄を長期間確保して捜査を進めるにあたり刑事訴訟法の定める被疑者の勾留期限を延長させるために、または本件で逮捕・勾留するには証拠が不十分である被疑者を本件と関係性の薄い微罪事件で立件して逮捕することが行われることがある。主に公安警察の捜査手法として用いられることが多く、不当逮捕・冤罪の温床になっていると法曹関係者からも批判されている。

## 理論的問題
別件による逮捕・勾留そのものの可否（「本件基準説」対「別件基準説」）、および余罪取調べの限界（限定説 対 非限定説）の2つの論点に関し、逮捕前置主義・事件単位の原則の理解や、取調べや勾留質問の法的性質にもからんで、さまざまな見解が対立しており一致を見ない。以下では簡略化したものを述べる。
本件基準説
本件についての逮捕・勾留の可否を問題にし、逮捕勾留を要件を欠いた違法なものとし、それを利用した取調べによって得られた証拠は違法と評価する見解。ただし逮捕・勾留の法上の目的には取調べは含まれないと解されるため、違法と評価するためにはそれなりの理論構成が必要である。
別件基準説
あくまで別件についての逮捕・勾留の可否を問題にする見解。別件については逮捕・勾留の要件は具備しているため、逮捕・勾留は適法なものとなる。ただし、法定の逮捕期間を潜脱して本件を取り調べる目的が捜査機関にあったなどの理由で、取調べ自体が違法と評価されれば、その取調べによって得られた証拠はやはり違法と評価される（違法収集証拠排除法則）。ただし、本件基準説においても、逮捕・勾留の裁判そのものを取り消すことまでは主張しない。

## 別件逮捕が用いられることが多い捜査・事例
- 公安捜査

特に政治団体への捜査
- 行き詰まった捜査

対象容疑で家宅捜索などができないとき、別件逮捕で家宅捜索を行ったりする
- 職務質問した際に被疑者に対し任意同行または所持品検査を求め、それを拒んだとき[8]

### 別件逮捕が問題となりやすい罪名
一般的に別件逮捕として批判されやすいのは、特に否認せずに自白すれば略式裁判の対象となることが多い、下記のような微罪による身柄拘束である。
- 公務執行妨害罪 (転び公妨)
- 免状不実記載罪 (旧住所の免許証の所持。正当性や故意の有無)
- 銃刀法違反 (カッターナイフやはさみの所持。正当性や故意の有無)
- 特殊開錠用具の所持の禁止等に関する法律違反 (マイナスドライバーの所持。正当性や故意の有無)
- 軽犯罪法違反 (十徳ナイフや懐中電灯の所持。正当性や故意の有無)